# البحرية الإماراتية
البحرية الإماراتية هي الفرع البحري للقوات المسلحة لدولة الإمارات العربية المتحدة، تمتلك 12 زورق دورية ساحلية مجهز جيدًا وثمانية زوارق صواريخ. على الرغم من أنها تهتم في المقام الأول بالدفاع الساحلي، إلا أن البحرية تقوم ببناء فئة من ست وحدات من طرادات المياه الزرقاء بالتعاون مع شركة بناء السفن الفرنسية CMN. تحتفظ دولة الإمارات العربية المتحدة بقوة بحرية بحجم كتيبة تسمى مشاة البحرية الإماراتية مجهزة بناقلات جنود مدرعة من طراز BMP-3 من الاتحاد السوفيتي/روسيا.
قامت شركة بناء السفن السويدية Swede Ship Marine ببناء أربع سفن برمائية لنقل القوات بطول 24 مترًا وسفينة إمداد سريع واحدة بطول 25 مترًا للبحرية الإماراتية (تم تسليمها بين عامي 2003 و2005). بالإضافة إلى ذلك، تقوم شركة Swiss Ship Marine حاليًا ببناء ثلاث سفن أخرى للبحرية الإماراتية
وفي 2023 تسلمت القوات البحرية لدولة الإمارات العربية المُتحدة الكورفيت الأول بإسم”بني ياس” من مجموعة نافال الفرنسية، وهي أول سفينة من طراز “غويند” التي تم تصميمها وبناؤها بالتعاون بين شركة نافال جروب الفرنسية، وشركة زايد للصناعات الدفاعية في أبوظبي، والتي تتمتع بقدرات عالية في مجالات المراقبة والاستطلاع والقتال.